# Maria Valadares
Maria da Costa Valadares (* 1948 oder 1949) ist eine Politikerin aus Osttimor. Sie ist Mitglied der Associação Social-Democrata de Timor (ASDT).

## Werdegang
Maria ist die Witwe des FRETILIN-Aktivisten Guido Valadares, der 1976 durch eine Mine im Krieg gegen die indonesische Besatzung ums Leben kam. Das Paar hatte eine Tochter.
1994 war Maria Valadares Mitglied einer osttimoresischer Delegation, die den portugiesischen Wallfahrtsort Fátima besuchte. Da der Gruppe einige Befürworter der Integration Osttimors in Indonesien angehörten, wie zum Beispiel Francisco Lopes da Cruz, wurde auch Valadares beschuldigt, die indonesische Besatzung, die seit 1975 anhielt, zu unterstützen.
Nach dem Abzug der Indonesier 1999 wurde Valadares bei den Wahlen 2001 auf Platz 4 der ASDT-Liste in die Verfassunggebende Versammlung gewählt. Hier engagierte sie sich besonders für den Schutz der Rechte der Frau in der Verfassung und der Formulierung von Abschnitt 17 der Verfassung zur Gleichheit von Frau und Mann.
Mit der Unabhängigkeit Osttimors am 20. Mai 2002 wurde die Versammlung zum Nationalparlament und Valadares Abgeordnete. Hier war sie Mitglied der Kommission E (Kommission für Eliminierung von Armut, ländliche und regionale Entwicklung und Gleichstellung der Geschlechter).
2006 wurde Valadares für vier Jahre zur ersten Vizepräsidentin der ASDT gewählt, trat aber bei den Parlamentswahlen im Juni 2007 Valadares nicht mehr an.